# Антонюк Антон Андрійович
Анто́н Андрі́йович Антоню́к  (нар. 1999, с. Човновиця Оратівський район (нині — Оратівська ОТГ) Вінницька область — пом. 3 березня 2022) — лейтенант Збройних сил України, відзначився у ході російського вторгнення в Україну.

## Нагороди
- Орден Богдана Хмельницького III ступеня (2022, посмертно) — за особисту мужність і самовіддані дії, виявлені у захисті державного суверенітету та територіальної цілісності України, вірність військовій присязі.[3][4]

## Родина
Залишилися дружина та син.